# Makarora (Nouvelle-Zélande)
Makarora  est une petite localité située dans le district de Queenstown-Lakes dans la région d’Otago, dans le sud de l’île du Sud de la Nouvelle-Zélande.

## Situation
Elle est située sur le trajet de la State Highway 6 /S H 6 sur le côté est du col de Haast Pass (en) et à côté de la rivière Makarora.

## Activités
Les opérateurs de tourisme proposent des vols en planeurs spectaculaires au-dessus et des parcours en jetboats sur la rivière Makarora, qui est située sur la limite du parc du Parc national du mont Aspiring.